# Hit Mania Spring 2013
Hit Mania Spring 2013 è una compilation di artisti vari facente parte della serie Hit Mania, pubblicata il 4 giugno 2013 e contenente i successi della primavera/estate 2013.
Questa è la prima raccolta SPRING della collana Hit Mania.
I brani sono stati selezionati e mixati dal dj Mauro Miclini.

## Tracce
1. Psy – Gentleman
2. TJR – Ode to Oi
3. Fly Project – Back in My Life
4. Carlprit – Fiesta (Michael Mind Project Radio Edit)
5. Inna – More than Friends (feat. Daddy Yankee)
6. Jutty Ranx – I See You
7. Fabo – Where I Stand (feat. Lostcause)
8. Dirtcaps & The Million Plan – Money on My Mind
9. Fabri Fibra – Ring Ring
10. Nutonelab – Harlem Shake
11. OneRepublic – If I Lose Myself (Alesso Remix)
12. Carolina Márquez vs. Flo Rida – Sing La La La (feat. Dale Saunders) (E-Partment Extended Mix)
13. Duke Dumont – Need U (100%) (feat. A*M*E*)
14. Wankelmut – My Head Is a Jungle (feat. Emma Louise)
15. Arianna – Sexy People (feat. Pitbull)
16. Arash – She Makes Me Go (feat. Sean Paul)
17. Daddy's Groove – Stellar (Radio Censored Mix)
18. Caro Emerald – Tangled Up
19. Ceelo Green – Only You (feat. Lauriana Mae)
20. Bruno Mars – Locked Out of Heaven
21. Baby K – Killer (feat. Tiziano Ferro)
22. Neffa – Molto calmo
23. Emma – Amami
24. Claudia & Asu – Zalele